# توماس داوتي
توماس داوتي (بالإنجليزية: Thomas Doughty)‏ توماس داوتي (2 يوليو 1578 - 1545) كان نبيلًا وجنديًاومستكشفًا إنجليزيًا. عمل سكرتيرًا شخصيًا لكريستوفر هاتون.